# Tim Harvey (Szenenbildner)
Tim Harvey (* 14. Oktober 1936) ist ein Szenenbildner.

## Leben
Harvey begann seine Karriere im Filmstab 1960 bei der BBC-Fernsehserie Girl in Calico. Bis Ende der 1980er Jahre arbeitete er fast ausschließlich für die BBC, darunter zahlreiche Fernsehserien wie Task Force Police und einige Fernsehfilme. Zwischen 1975 und 1988 war er sechsmal für den BAFTA TV Award nominiert, den er dreimal gewann. Zudem wurde er zweimal mit dem Primetime Emmy ausgezeichnet, für Ich, Claudius – Kaiser und Gott und The Pallisers.
1989 erfolgte mit Henry V. seine erste Zusammenarbeit mit Kenneth Branagh, die zugleich seinen Wechsel vom Fernsehen zum Spielfilm markierte. Hierfür erhielt Harvey die erste von drei Nominierung für den BAFTA Film Award in der Kategorie Bestes Szenenbild. Es folgte eine langjährige Zusammenarbeit mit Branagh; bis 2007 arbeitete er an elf Filmen unter dessen Regie, darunter die Shakespeare-Literaturverfilmungen Viel Lärm um nichts und Hamlet. Für Mary Shelley’s Frankenstein und Hamlet erhielt Harvey weitere Nominierungen für den BAFTA Film Award, den er jedoch nie gewinnen konnte.
Für Hamlet war er 1997 für den Oscar in der Kategorie Bestes Szenenbild nominiert, die Auszeichnung ging in diesem Jahr jedoch an Der englische Patient.

## Filmografie (Auswahl)
- 1989: Henry V.
- 1991: Schatten der Vergangenheit (Dead Again)
- 1992: Peter’s Friends
- 1993: Viel Lärm um nichts (Much Ado About Nothing)
- 1994: Mary Shelley’s Frankenstein
- 1995: Ein Winternachtstraum (In the Bleak Midwinter/A Midwinter’s Tale)
- 1995: Othello
- 1996: Hamlet
- 2000: Verlorene Liebesmüh’ (Love’s Labour’s Lost)
- 2007: 1 Mord für 2 (Sleuth)

## Auszeichnungen (Auswahl)
- 1990: BAFTA-Film-Award-Nominierung in der Kategorie Bestes Szenenbild für Heinrich V.
- 1995: BAFTA-Film-Award-Nominierung in der Kategorie Bestes Szenenbild für Mary Shelley’s Frankenstein
- 1997: BAFTA-Film-Award-Nominierung in der Kategorie Bestes Szenenbild für Hamlet
- 1997: Oscar-Nominierung in der Kategorie Bestes Szenenbild für Hamlet